# Pobudliwość

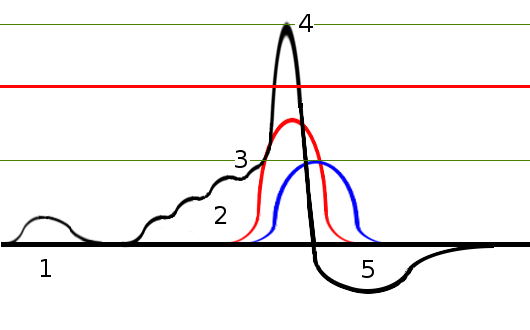
Zmiany potencjału błony neuronu

Pobudliwość – zdolność komórek do reakcji na bodźce.
Komórki pobudliwe czyli wyróżniające się wyjątkową pobudliwością to miocyty i neurony. Komórki mogą reagować na bodźce zmianą struktury lub fizjologii (rozpoczęciem, osłabieniem albo nasileniem czynności).
Warunkiem pobudliwości neuronu jest istnienie potencjału spoczynkowego jego błony komórkowej. W potencjale spoczynkowym podczas odbierania, integrowania i przekazywania informacji następują zmiany w postaci potencjałów stopniowanych (pod wpływem bodźców podprogowych) i czynnościowych (pod wpływem bodźców co najmniej progowych).